# Boiarovka
Boiarovka - Бояровка (rus) és un poble de l'óblast de Penza. Rússia. El 2010 tenia 101 habitants.